# Ekmania lepidota
Ekmania lepidota är en art av tvåhjärtbladiga växter och enda arten i släktet Ekmania.
Släktet beskrevs av Hans Jacob Hansen och McKenzie 1991.